# Топсејл Бич (Северна Каролина)
Топсејл Бич (енгл. Topsail Beach) град је у америчкој савезној држави Северна Каролина.

## Демографија
По попису из 2010. године број становника је 368, што је 103 (-21,9%) становника мање него 2000. године.
| Група             | 2000.       | 2010.       |
| Белци             | 467 (99,2%) | 354 (96,2%) |
| Афроамериканци    | 0 (0,0%)    | 6 (1,6%)    |
| Азијати           | 1 (0,2%)    | 1 (0,3%)    |
| Хиспаноамериканци | 2 (0,4%)    | 2 (0,5%)    |
| Укупно            | 471         | 368         |